# Palacio Imperial de Hofburg
El Palacio Imperial de Hofburg es el palacio más grande de la ciudad de Viena. Fue la residencia de la mayor parte de la realeza austriaca, especialmente de la dinastía de los Habsburgo (durante más de 600 años), y de los emperadores del Sacro Imperio Romano Germánico, de Austria y de Austria-Hungría. Es actualmente la residencia del presidente de la República austriaca.
El Hofburg es conocido asimismo como residencia de invierno, dado que el lugar de veraneo preferido por la familia imperial fue el Palacio de Schönbrunn.
Es uno de los lugares turísticos más visitados de Austria. El palacio alberga el museo de Sissi y los salones imperiales. El palacio cuenta con 2600 estancias, repartidas en 18 alas. Está situado en la parte antigua de la ciudad, en el primer distrito, a orillas del Danubio.
En 2015, fue distinguido con el Sello de Patrimonio Europeo que concede la Unión Europea a los sitios que hayan desempeñado un papel fundamental en la historia de Europa.

## Estilo de sus edificios

Planta general del Hofburg.
1. Ala Suiza, 2a Iglesia de los Agustinos, 2b Monasterio agustino, 3 Stallburg, 4 Amalienburg, 5 Ala leopoldina, 6 Ala Redouten, 7 Escuela de Invierno de equitación, 8 Biblioteca Imperial, 9 Ala Augustinia, 10 Palacio Archiduque Alberto (antiguo palacio Tarouca-de Sylva), 11 Ala de la Cancilleria Imperial, 12 Festsaal – Ala Festival Hall, 13 Ala St. Michael, 14 Ala Neue Burg, 15 Corps de Logis, 16 Palm House.
A Plaza Castillo Interior B Ballhausplatz – Ball House Square C Plaza St. Michael D Schweizerhof – Patio suizo E Plaza Joseph F Plaza Albertina G Burggarten – jardín del Castillo H Heldenplatz (antigua plaza Castillo Exterior)
Etapas históricas de construcción:

Los soberanos que han ocupado este palacio, sede del poder durante seis siglos, han querido, en su mayoría, dejar su huella. Del gótico al historicismo, de moda en el siglo XIX, todos los estilos están representados en la docena de edificios que lo componen. En estos edificios se encuentran los antiguos salones imperiales, museos, dos capillas (Una la capilla de San José, en el ala leopoldina y otra la capilla gótica de San Miguel), la Biblioteca Nacional de Austria, la Escuela Española de Equitación, el Museo de Etnología de Viena y los despachos del presidente de la República.
Numerosos arquitectos han realizado trabajos en el Hofburg a medida que se expandía, especialmente el arquitecto-ingeniero italiano Filiberto Luchese, Lodovico Burnacini, Carlo Martino Carlone, Domenico Carlone, Johann Lukas von Hildebrandt, Johann Bernhard Fischer von Erlach y su hijo Joseph Emanuel Fischer von Erlach, y los arquitectos del Neue Burg construido entre 1881 y 1913.

## Los salones imperiales y los tesoros
Desde los Kaiserappartements, veinte salones están abiertos hoy día al público en la Reichkanzleitrakt (1728-1730) y Amalienburg (1575): son las estancias que habitaba Francisco José I de 1857 a 1916, y las mismas en las que vivió la emperatriz Elisabeth (Sissi) de 1854 a 1898, y las que albergaron al zar Alejandro I durante el Congreso de Viena. Estas zonas están gestionadas por la sociedad estatal Schloß Schönbrunn Kultur- und Betriebsgesellschaft.
- Museo Sisi, presenta el mito y la verdad sobre la emperatriz Isabel ("Sisi") de una manera elaborada.
- Antigua Cámara de Plata y Mesa de la Corte, presenta valiosos servicios de porcelana, vidrio y plata de los Habsburgo.
- Schatzkammer (Cámara del Tesoro), es el nombre que reciben 21 salas ocupadas por los tesoros, tanto sagrados como seculares, amasados por los Habsburgo a través de los siglos. Estos tesoros comprenden las joyas de la corona, el Tesoro Eclesiástico y las insignias del Sacro Imperio Romano Germánico, del Imperio Austro-Húngaro, de la Orden del Toisón de Oro, del Patrimonio Borgoñón, del Tesoro de la Casa de Habsburgo-Lorena, el cuadro del emperador Maximiliano I realizado por Bernhard Strigel y los tesoros adquiridos cuando se casó con María de Borgoña en 1477. Pertenece al Kunsthistorisches Museum.

## Otros museos
- Biblioteca de la Corte, con su Sala de Estado en la Josefsplatz, está abierta al público. Está administrado por la Biblioteca Nacional, que también es responsable de la colección de papiros del Castillo Nuevo.
- Escuela Española de Equitación, no es un museo, pero ofrece visitas guiadas y espectáculos en la Escuela de Equitación de Invierno y en el Stallburg. En la zona de visitantes hay pequeñas vitrinas que ilustran la historia de la escuela de equitación.
- Cámara de Caza y Armería de la Corte
- Colección de Instrumentos Musicales Antiguos
- Historia de Austria
- Museo del Mundo
- Museo de Éfeso
- Museo de Papiros de Viena
- Palacio Erzherzog Albrecht, forma parte del complejo de edificios del Hofburg. Aquí se encuentra la Colección de Grabados y Dibujos de la Albertina, y también se pueden visitar los salones de estado de los Habsburgo. El Museo del Cine Austriaco se encuentra en el sótano del palacio.

## Conciertos en el Hofburg
Los salones del Hofburg sirven de marco para los conciertos clásicos que la Wiener Hofburg Orchester organiza de mayo a diciembre.
El programa está compuesto por las piezas más famosas de las operetas y valses de Johann Strauss, Franz Lehár y arias operísticas de Wolfgang A. Mozart.
La orquesta se compone de 36 músicos y 6 cantantes solistas internacionales de las más importantes orquestas de Viena bajo la batuta del director Gert Hofbauer.
Fue también sede del Festival de la Canción de Eurovisión en 1967.

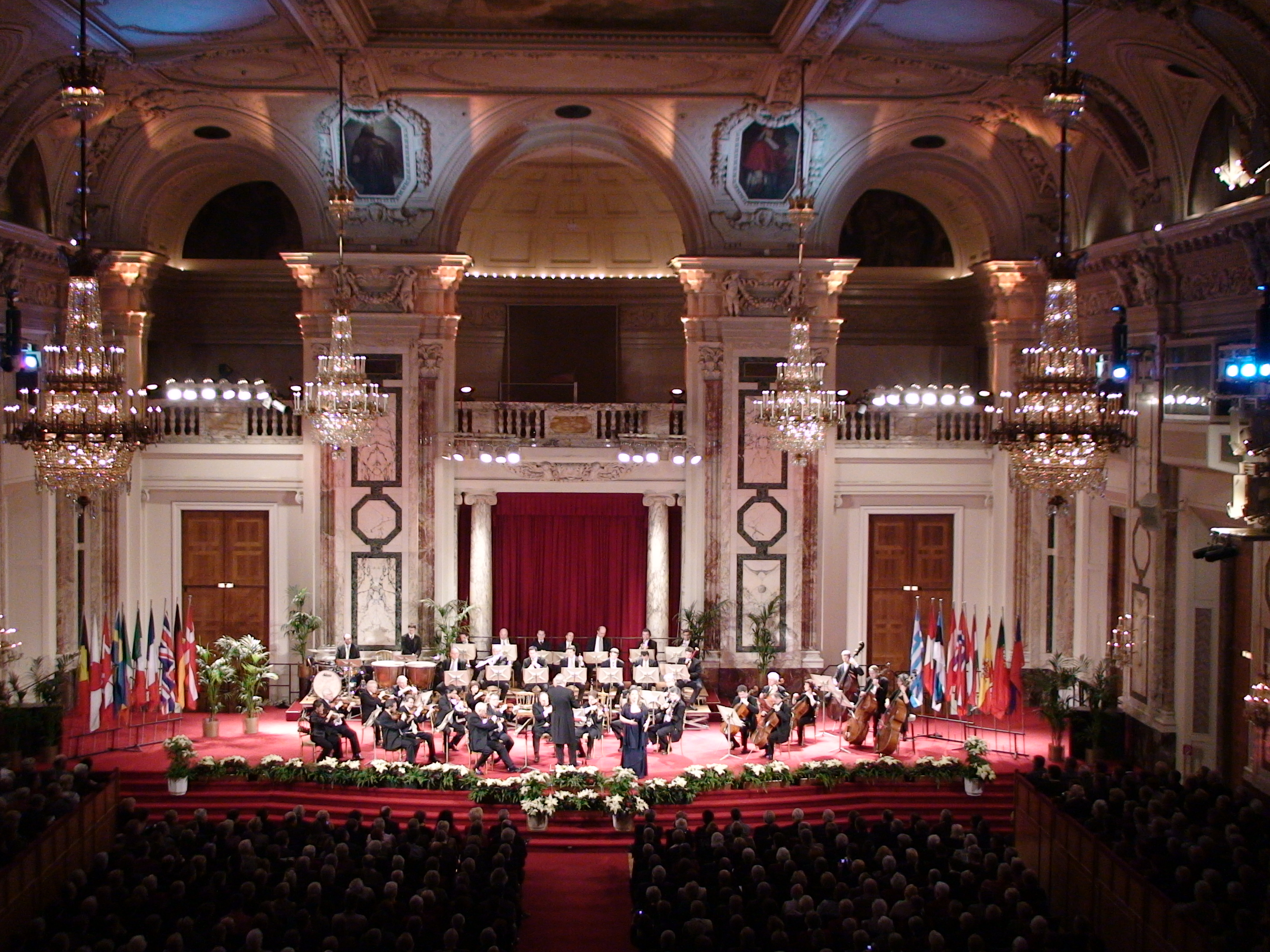
Concierto clásico de la Wiener Hofburg Orchester en el gran salón de actos (2007).
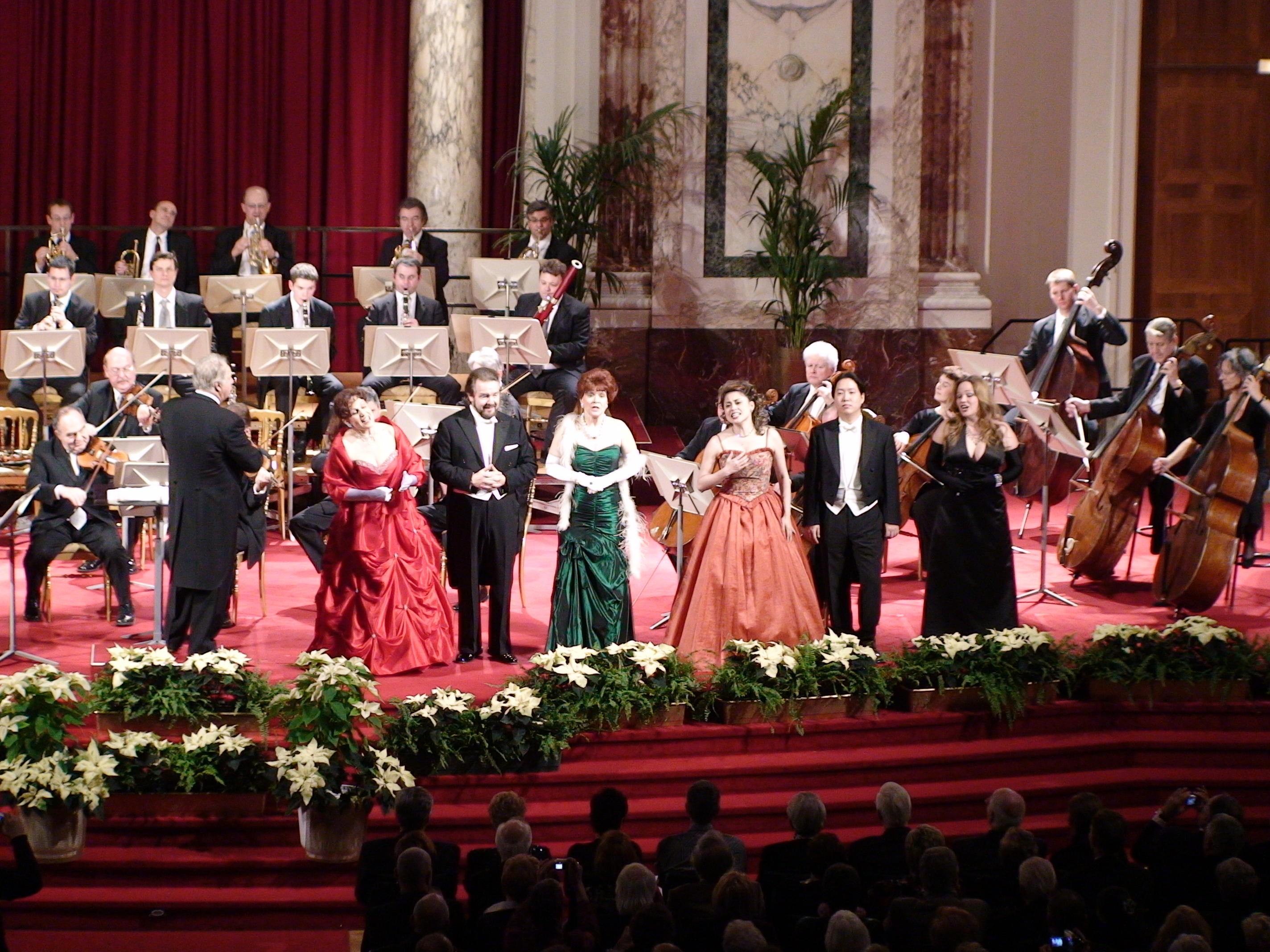
Solistas internacionales en el mismo evento (2007).
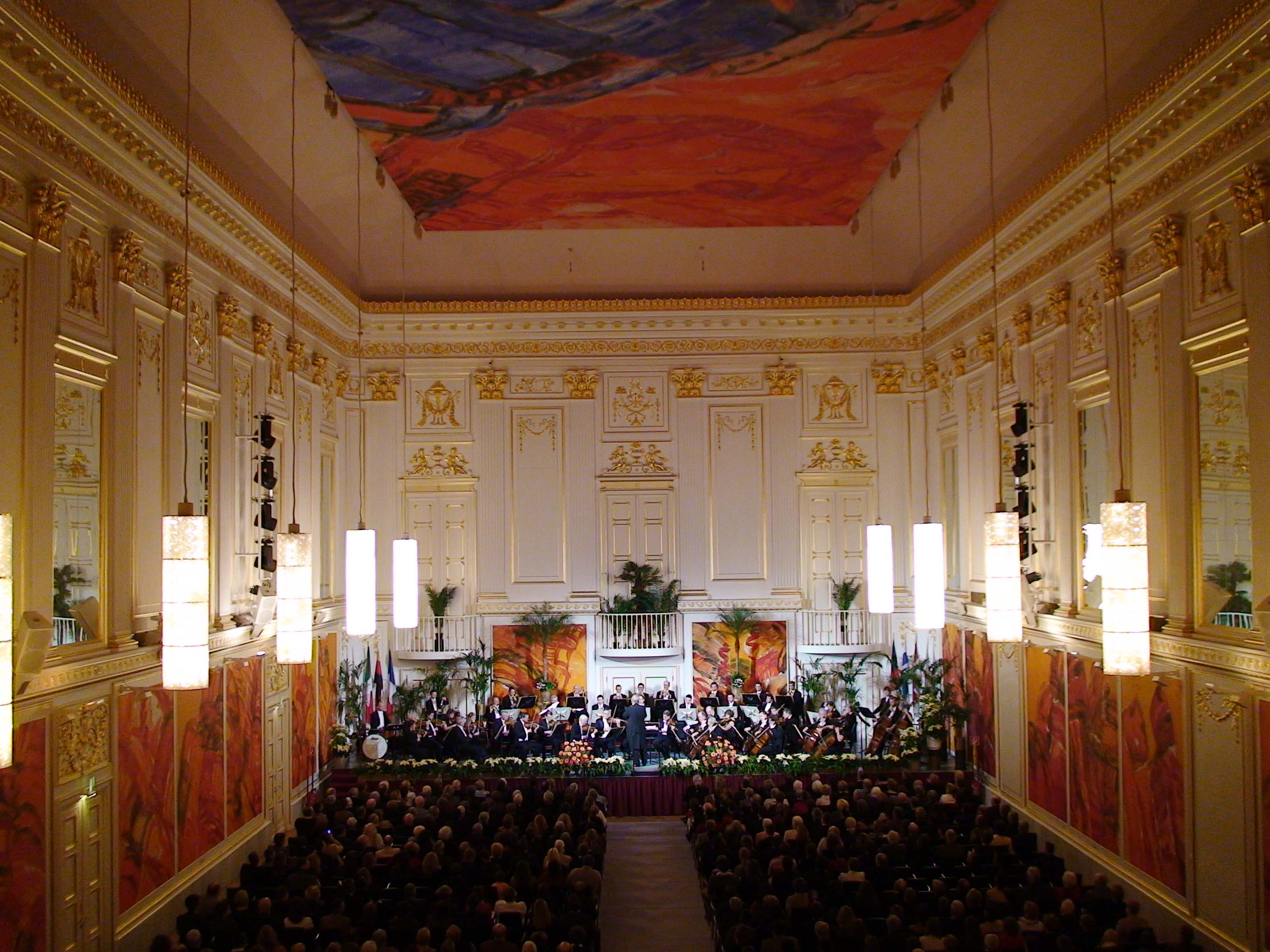
Concierto de la Wiener Hofburg Orchester en la Redoutensaal del Hofburg (2008).